# Хвалково (Сьредський повіт)
Хвалково (пол. Chwałkowo, нім. Marthashagen) — село в Польщі, у гміні Сьрода-Велькопольська Сьредського повіту Великопольського воєводства.
Населення — 155 осіб (2011).
У 1975-1998 роках село належало до Познанського воєводства.

## Демографія
Демографічна структура станом на 31 березня 2011 року:
|          | Загалом | Допрацездатний вік | Працездатний вік | Постпрацездатний вік |
| -------- | ------- | ------------------ | ---------------- | -------------------- |
| Чоловіки | 75      | 14                 | 56               | 5                    |
| Жінки    | 80      | 15                 | 52               | 13                   |
| Разом    | 155     | 29                 | 108              | 18                   |